# Jean Conte
Pour les articles homonymes, voir Conte (homonymie).
Jean Conte, né à Toulouse le 12 mai 1830 et mort à Paris le 1er avril 1888, est un violoniste et compositeur français.

## Biographie
Jean Conte naît le 12 mai 1830 à Toulouse. Il est le fils de Jean Conte et Marconnie Paris.
Il étudie au Conservatoire de Toulouse, dirigé par Louis Debrucq, avant d'entrer au Conservatoire de Paris, où il travaille le violon auprès de Delphin Alard et Joseph Massart et la composition musicale auprès de Michele Carafa. En 1855, Conte est lauréat du grand prix de Rome avec sa cantate Acis et Galatée ; il devient pensionnaire de l'Académie de France à Rome. Professeur de musique, il devient également altiste dans l'Orchestre de la Société des concerts du Conservatoire, en 1866, et l'année suivante à l'Orchestre de l'Opéra de Paris. 
Comme compositeur, Jean Conte est l'auteur d'une symphonie, Le Carnaval de Rome (1863), d'un opéra-comique, Beppo, créé en 1874, et de divers morceaux pour chant et pour violon. Il compose de nombreuses chansons et publie une méthode de violon, « fort pratiquée jusqu'à nos jours »,.  
Il meurt à Paris, en son domicile de la rue Victor-Massé, le 1er avril 1888,.  